# 2022年1月深圳市2019冠状病毒病聚集性疫情
2022年1月深圳市2019冠状病毒病聚集性疫情是指2022年1月起在中华人民共和国广东省深圳市爆发的2019冠状病毒病本土聚集性疫情。2022年1月7日，深圳市在对重点行业从业人员定期核酸检测时，发现2例阳性感染者，后经证实确诊，此后该传染链发现了多例感染个案。1月16日，深圳市新增1例感染Omicron变异株变异株的确诊病例，是深圳首次检出Omicron本土感染者，亦是一宗新的獨立疫情，其流調溯源工作正在進行。1月18日，深圳市在对闭环管理的高风险岗位工作人员例行检测中发现1例确诊病例，病例在工作期间处于闭环管理状态。截至1月19日，深圳市累计报告18例感染个案，其中确诊病例17例，无症状感染者1例，共有三条独立传染链，官方分别定名为“0107”疫情、“0115”疫情和“0118”疫情。国家卫生健康委疾控局一级巡视员贺青华在1月8日举行的国务院联防联控机制新闻发布会上表示，深圳疫情为境外输入引起。1月26日，深圳市中风险地区全部清零；30日所有封控区、管控区、防范区全部解除，恢复常态化防控状态，本轮疫情亦告一段落。

## 背景
深圳市是粤港澳大湾区的中心城市之一，南与香港接壤，每年进出口占粤港澳大湾区内地9市的44.9%，2021年货物贸易进出口额3.54万亿元人民币。由于货物进出口量大，令深圳市的“外防输入”压力巨大。在本轮疫情之前，深圳已经对境外物品采取了预防性措施。
自本轮疫情发生以来，德尔塔病毒传播链累计报告16例病例，该传播链的首名病例从事国际货物供应链工作；而奥密克戎变异株感染病例同样被推测是通过国际邮件传播。

## 确诊时序
2022年1月7日，深圳市在对重点行业从业人员定期核酸检测时，发现2例阳性感染者，二人分别在罗湖区莲塘街道国威商务大厦一公司、龙岗区坂田街道贝尔路神舟电脑大厦一公司工作，居住在龙岗区布吉街道布吉社区壹村东心岭八巷，为夫妻关系，之后经证实确诊。个案1从事国际货物供应链工作，近期有境外物品接触史。1月8日，新增1例确诊病例，作为病例2的密接者。1月9日，新增1例确诊病例。1月11日，新增7例本土确诊病例和1例本土无症状感染者，其中6名新增确诊病例（#5、#6、#7、#9、#10、#15）为同一家庭。1月12日，新增1例本土确诊病例和1例本土无症状感染者。1月14日，新增2例本土确诊病例（其中1例为无症状感染者转确诊）。1月16日，新增2例确诊病例，其中1例为感染Omicron变异株，是深圳首次检出Omicron本土感染者，1月12日曾接触和分拆来自北美的快递，未做个人防护。1月18日，在对闭环管理的高风险岗位工作人员例行检测中发现1例确诊病例。

### 各关联病例情况简表
| #  | 性别 | 年齡 | 報告日期 | 其他資料 |
| -- | ---- | ---- | -------- | --- |
| 1  | 男   | 29   | 1月7日   | 个案2的丈夫，深圳市罗湖区莲塘街道国威商务大厦某公司员工，居住在龙岗区布吉街道布吉社区壹村东心岭八巷。1月6日在例行核酸检测“10混1”采样中初筛呈阳性，1月7日凌晨经市疾控中心复核为阳性，已转送至市第三人民医院应急院区隔离治疗，诊断为确诊病例（轻型）。               |
| 2  | 女   | 29   | 1月7日   | 个案1的妻子，深圳市龙岗区坂田街道贝尔路神舟电脑大厦某公司员工，居住在龙岗区布吉街道布吉社区壹村东心岭八巷。1月6日接受核酸采样，1月7日初筛呈阳性，后经市疾控中心复核为阳性，已转送至市第三人民医院应急院区隔离治疗，诊断为确诊病例（普通型）。                      |
| 3  | 女   | 27   | 1月8日   | 深圳市龙岗区坂田街道贝尔路神舟电脑大厦某公司员工，居住在龙岗区吉华街道西环路2号长龙富辰公寓。1月7日，作为个案2的密接者接受核酸检测，1月8日，核酸初筛呈阳性，后经市疾控中心复核为阳性，现已转送至市第三人民医院应急院区隔离治疗，诊断为确诊病例（轻型），情况稳定。 |
| 4  | 女   | 39   | 1月9日   | 罗湖区水贝万山珠宝园某公司员工，居住在龙岗区信义金御半山3期。1月9日凌晨市疾控中心对在重点人群筛查发现的初筛阳性样本进行复核，确认为阳性，现已转送至市第三人民医院应急院区隔离治疗，诊断为确诊病例（轻型）。                                                        |
| 5  | 男   | 51   | 1月11日  | 深圳市龙岗区布吉街道某公司员工，居住在罗湖区清水河街道草埔西社区鹤围村64栋。1月10日核酸初筛呈阳性，1月11日凌晨经市疾控中心复核亦为阳性，已转送至深圳市第三人民医院应急院区隔离治疗，诊断为确诊病例（轻型）。                                                       |
| 6  | 女   | 72   | 1月11日  | 个案5的母亲，居住在深圳市罗湖区清水河街道草埔西社区鹤围村64栋。1月10日晚核酸初筛呈阳性，1月11日凌晨经市疾控中心复核亦为阳性，已转送至深圳市第三人民医院应急院区隔离治疗，诊断为确诊病例（普通型）。                                                                |
| 7  | 女   | 77   | 1月11日  | 个案5的岳母，居住在深圳市罗湖区清水河街道草埔西社区鹤围村64栋。1月10日晚核酸初筛呈阳性，1月11日凌晨经市疾控中心复核亦为阳性，已转送至深圳市第三人民医院应急院区隔离治疗，诊断为确诊病例（普通型）。                                                                |
| 8  | 女   | 27   | 1月11日  | 深圳市龙岗区坂田街道贝尔路神舟电脑大厦某公司员工，居住在龙岗区坂田街道侨联东5巷，是个案2的同事，1月8日作为密接者集中隔离管控。1月10日晚核酸初筛呈阳性，1月11日凌晨经市疾控中心复核亦为阳性，已转送至深圳市第三人民医院应急院区隔离治疗，诊断为确诊病例（轻型）。   |
| 9  | 女   | 26   | 1月11日  | 个案5的女儿，居住在罗湖区清水河街道草埔西社区鹤围村64栋，诊断为无症状感染者。 |
| 10 | 男   | 2    | 1月11日  | 个案9的儿子，居住在罗湖区清水河街道草埔西社区鹤围村64栋，诊断为确诊病例（普通型）。 |
| 11 | 男   | 42   | 1月11日  | 个案14的丈夫，宝安区某物流公司员工，居住在罗湖区清水河街道草埔西社区鹤围村58栋，诊断为确诊病例（普通型）。 |
| 12 | 女   | 34   | 1月11日  | 罗湖区某美容机构员工，居住在水库新村统建楼2栋，是个案4的密接者，诊断为确诊病例（轻型）。 |
| 13 | 女   | 42   | 1月12日  | 深圳市罗湖区清水河街道草埔某小吃店务工，居住在龙岗区吉华街道上水花园37栋，现已转送至市第三人民医院应急院区隔离治疗，诊断为确诊病例（普通型）。 |
| 14 | 女   | 41   | 1月12日  | 龙岗区某超市员工，居住在罗湖区清水河街道草埔西社区鹤围村58栋，是个案11的妻子，此前已作为密切接触者集中隔离，现已转送至市第三人民医院应急院区隔离治疗，诊断为无症状感染者，1月14日转为确诊。                                                                        |
| 15 | 男   | 49   | 1月14日  | 深圳市罗湖区某公司员工，居住在罗湖区清水河街道草埔西社区鹤围村，是个案5的同住亲属，此前已作为密切接触者接受集中隔离观察，诊断为确诊病例（轻型）。 |
| 16 | 女   | 24   | 1月16日  | 龙岗区贝尔路神舟电脑大厦某公司员工，居住在龙岗区坂田街道光雅园村，是个案2的同事，此前已作为密切接触者于1月7日接受集中隔离观察，诊断为确诊病例（普通型）。 |
| 17 | 女   | 21   | 1月16日  | 龙岗区某公司员工，主要从事境外冷冻化学试剂收发货等工作，居住在龙岗区宝龙街道龙新社区兰一村，于1月15日在坪山区第三轮主动核酸筛查中发现，诊断为确诊病例（轻型），基因测序结果为奥密克戎变异株。                                                                      |
| 18 | 女   | 32   | 1月18日  | 境外机组人员入住酒店的保洁人员。近14天处于闭环管理状态，此前多次例行核酸检测均为阴性，1月17日核酸检测初筛阳性，1月18日凌晨经深圳市疾控中心复核亦为阳性，已转送至深圳市第三人民医院应急院区隔离治疗，诊断为确诊病例（普通型）。                                     |

## 溯源调查
1月7日20时，深圳市疾控中心完成本轮疫情首2个病例的病毒全基因组序列测定，结果显示均感染Delta变异株（AY.103进化分支），两者的同源性为100%。1月10日下午，深圳市疫情防控新闻发布会上通报，初步研判“0107”疫情源头可能为境外物品。1月16日新增的1例确诊病例（个案17），经中国疾控中心和广东省疾控中心比对，该病例与天津、上海、珠海和北京等多起本土奥密克戎疫情报告病例均不在一个传播链上，与深圳以往境外输入病例也不同源，与全球数据库中北美地区上传较多序列的基因组100%同源（BA.1进化分支）。1月19日，深圳市疾控中心已完成个案18的病毒全基因组测序，为奥密克戎变异株（BA.2进化分支），与中国内地本土病例、境外输入病例数据库、全球新冠病毒数据库等目前可查数据比对，均未发现高度同源的病毒基因组序列。

## 反应

### 深圳市

#### 地区风险及区域管控
1月7日，在龙岗区发现确诊病例后，龙岗区划定两个封控区，即布吉街道壹村东心岭，西环路、龙岭西路、华龙路围合，坂田街道隆平路、冲之大道、贝尔路、居里夫人大道围合，封控区人员只进不出，前7天每天一检核酸；区域内普通社会车辆禁止通行，餐饮场所、密闭场所暂停营业，培训机构暂停线下服务，同时保留通风条件良好的超市和农贸市场。划定两个管控区，即布吉街道西环路、龙岭西路、华龙路、龙岭路、吉华路、石龙路、八约二街围合；坂田街道隆平路、冲之大道、坂雪大道、贝尔路围合，区域内人员前4天每天一检，居民小区实行围合式管理，落实测温、扫码措施。罗湖区莲塘街道划定国威电子商务大厦区域为封控区；划定西起聚宝路，北至聚宝路，东至畔山路，南至国威路，包括国威路以南的沿街商铺以及所在的楼栋为管控区；同时将整个莲塘街道划定为防范区，采取必要的防控措施。
1月8日21:00起，龙岗区布吉街道布吉社区壹村东心岭八巷55号楼栋，吉华街道水径社区西环路2号富辰公寓两个区域调整为中风险地区，由龙岗区政府按照属地责任，严格按照中风险区域落实各项防控措施。
1月9日，罗湖区翠竹街道水贝万山C座划定为封控区，北至水贝一路、东至翠竹路、南至田贝四路、西至贝丽北路，囊括翠景大厦的围合区域划定为管控区，北至布心路、东至翠竹路、南至田贝三路、西至文锦北路的围合区域划定为防范区。龙岗区在布吉街道新划定1个封控区和1个管控区，封控区是布吉街道罗岗社区金御半山3期3C栋、泊寓F栋，管控区是布吉街道罗岗社区金御半山和深圳特变科技工业园，其中金御半山不包括3期3C栋、泊寓F栋。
1月11日，清水河街道划定鹤围村31栋至92栋为封控区；东至广深铁路、南至清水河环仓北路、西至红岗北路、北至布吉粤宝路的围合区域为管控区。区内居民小区实行围合式管理，落实“只进不出”管控、流调溯源、全员核酸检测等防控措施，并做好居民必要生活保障；区域内人员前7天每天开展1次核酸检测，第10、14天各开展1次核酸检测。同日，龙岗区将吉华街道现有封控区、管控区以外区域调整为防范区。
1月13日21:00起，清水河街道清水河街道鹤围村58栋、清水河街道鹤围村64栋等两区域调整为中风险地区。
1月16日起，龙岗区将宝龙街道现有封控区、管控区以外区域调整为防范区。至此宝龙、布吉、坂田、吉华街道除封控区、管控区外区域均为防范区。
1月17日，坪山区将坑梓街道红岭小区一巷16、17、18号三个楼栋划为封控区，将坑梓街道红岭小区划为管控区，全面实施围合管理，人员只进不出。将坑梓街道除封控区、管控区外的其它区域化为防范区，区域内网吧、麻将馆、体育馆、KTV等非生活必需的经营场所和公共活动空间全部暂停运营。
1月21日零时起，罗湖区莲塘街道国威电子商务大厦区域，包括国广成电子大厦1栋、产业园3栋空置房，解除封控；莲塘街道西起聚宝路，北至聚宝路，东至畔山路，南至国威路，国威路以南沿街商铺及所在楼栋，解除管控；莲塘街道封控区、管控区全部解封后，解封防范区。龙岗区布吉街道壹村东心岭47栋、52-60栋共10栋楼围合区域解除封控区，纳入防范区管理；布吉街道西环路—龙岭西路—八约二街—龙岭十三巷—汇洋大厦—吉华路围合区域解除管控区，纳入防范区管理。
1月22日21时起，龙岗区布吉街道布吉社区壹村东心岭八巷55号楼栋、吉华街道水径社区西环路2号富辰公寓降为低风险地区。吉华街道西环路2号富辰公寓（含a座、b座）解除封控区；吉华街道西环路-宝达街-大坡路-吉华路围合（含信达小商品批发市场）解除管控区。
1月23日零时起，罗湖区翠竹街道水贝万山珠宝产业园C座，水库新村统建楼2栋A、B座，解除封控；贝丽北路以东，水贝一路以南，翠竹路以西，田贝四路以北及翠景大厦，解除管控。布吉街道罗岗社区金御半山3期3C栋、泊寓F栋解除封控区；布吉街道罗岗社区金御半山（不包括3期3C栋、泊寓F栋）和深圳特变科技工业园解除管控区；布吉街道全域有序解除防范区管理。
1月26日零时起，罗湖区清水河街道鹤围村58栋、鹤围村64栋等两区域由中风险地区调整为低风险地区，至此深圳市全域均为低风险地区。
1月30日起，深圳市所有封控区、管控区、防范区全部解除，恢复常态化防控状态。
| 区     | 街道（及范围）                         | 调整日期                                      |
| ------ | -------------------------------------- | --------------------------------------------- |
| 龙岗区 | 布吉街道布吉社区壹村东心岭八巷55号楼栋 | 低风险→中风险：1月8日 中风险→低风险：1月22日  |
| 龙岗区 | 吉华街道水径社区西环路2号富辰公寓      | 低风险→中风险：1月8日 中风险→低风险：1月22日  |
| 罗湖区 | 清水河街道鹤围村58栋                   | 低风险→中风险：1月13日 中风险→低风险：1月26日 |
| 罗湖区 | 清水河街道鹤围村64栋                   | 低风险→中风险：1月13日 中风险→低风险：1月26日 |

#### 核酸检测
1月7日12时-1月9日24时，深圳市组织开展一轮全市域核酸检测筛查，累计完成核酸采样2218.78万人次，已100%完成检测，除密接流调发现个案3、在重点人群核酸检测筛查中发现个案4以外，其余结果均为阴性。其中龙岗区设立255个核酸检测采样点，在布吉、坂田街道开展核酸筛查。
1月15日，深圳逐步调整核酸检测工作策略，聚焦重点区域、重点场所、重点人群，在全市封控区、管控区、防范区和沿线感染者涉及区域等重点区域，医疗机构、药店、农贸市场、商超、交通场站、公共交通站点，人员聚集和密闭性场所等重点场所，继续加强免费核酸检测。
1月20日，布吉街道开展疫情阶段性收尾的大规模核酸检测。
因本轮疫情中有确诊患者接触过国际邮件，深圳市入境邮件快件疫情防控工作专班于1月21日发布提示，要求国际邮件快件收件人员及时进行核酸检测；近期收到国际快递快件的市民在3天内完成一次核酸检测。

#### 日常生活
1月7日，深圳市新型冠状病毒肺炎疫情防控指挥部办公室发布通告，全市景区景点、餐饮单位、室内公共场所、密闭场所落实限量、预约、错峰要求，接纳消费者人数不得超过最大承载量的50%，并严格控制瞬时流量。另外，中共深圳市委宣传部印发《关于加强全市影院疫情防控工作的紧急通知》，明确自即日起调整全市影院上座率，由原来的单场上座率不超过75%调低为不超过50%。龙华区已决定辖区影院暂停营业3天。同日，第十五届深圳国际金融博览会组委会发布通知，要求居住龙岗、罗湖的人员，包括展商、观众、媒体、工作人员等不要入场，已入场的要有序离场；后续论坛活动已全部取消。仙湖植物园与梧桐山风景区暂停开放。
1月8日起，罗湖区、龙岗区启动进入公共场所须持48小时内核酸检测阴性证明的措施。
1月9日，龙岗区发布通告，全区所有机关单位、办公楼宇、经营单位、社区小区出入口实行24小时值守，人员进出严格执行测温验码等防控措施；所有外卖、快递、投递等一律不得进入小区，城中村不得进入楼栋，实行无接触配送；封控区、管控区餐饮场所禁止堂食，其他区域限制堂食人数（按最大接待能力的50%实行），少聚集、不聚餐，采用到店自取、外卖订餐；单位食堂（含机关事业单位、学校、工厂、工地、企业等食堂）实行测体温进场、分批分时段就餐，用餐时应错位间隔就坐，具备条件的应当设立餐桌隔档设施；聚集性、密闭空间文体娱乐场所暂停开放；学生儿童托管机构、线下教育培训机构一律停业。全区从严从紧管控大型会议、活动、论坛、培训、演出、展出、展销促销等聚集性活动，暂停举办大型聚集性活动。
1月10日，罗湖区发布通告，全区所有机关单位、办公楼宇、企事业单位、社区小区出入口实行24小时值守，人员进出严格执行测温验码等防控措施；所有外卖、快递、投递等一律不得进入小区，城中村不得进入楼栋，实行无接触配送；封控区、管控区餐饮场所禁止堂食；其他区域营业性餐饮场所落实测温、扫码（凭48小时内核酸检测证明或政务短信进入）、限制堂食人数（按最大接待能力的50%实行），少聚集、不聚餐，优先采用到店自取、外卖订餐方式；全区单位食堂（含机关事业单位、学校、工厂、工地、企业等食堂）实行测体温进场、分批分时段就餐，用餐时应错位间隔就坐，具备条件的应当设立餐桌隔档设施；聚集性和密闭空间文体娱乐场所暂停开放1周；学生儿童托管机构、线下教育培训机构暂停开放1周。全区从严从紧管控大型会议、活动、论坛、培训、演出、展出、展销促销等聚集性活动，暂停举办大型聚集性活动。
1月15日，深圳市在本轮疫情防控期间建立定点药店销售制度，市民如需购买39类感冒退热药品，须先在药店核酸检测点完成核酸检测，范围之外的药店不可以销售目录范围之内的药品，同时暂停目录范围之内的药品网络销售，暂停外地向深圳区域销售目录类的药品。截至当日，276家药店列为定点药店，允许销售目录范围之内的药品。1月27日，深圳取消为防疫设置的定点药店销售制度，全市所有药店恢复销售“37+3”品种产品，市民仍需凭24小时内核酸采样阴性证明购买“37+3”品种，或在购药后24小时内做一次核酸检测。
1月18日，坪山区发布通告，全区所有机关单位、办公楼宇、企事业单位、社区小区出入口实行24小时值守，人员进出严格执行测温验码等各项防控措施；全区所有外卖、快递、投递等一律不得进入小区，在城中村不得进入楼栋，实行无接触配送；封控区、管控区全面暂停营业性活动，防范区暂停堂食，其他区域营业性餐饮场所落实测温、扫码（凭48小时内核酸检测证明进入）、戴口罩、限制堂食人数（按最大接待能力的50%实行），少聚集、不聚餐，优先采用到店自取、外卖订餐方式；全区单位食堂（含机关事业单位、学校、工厂、工地、企业等食堂）实行测体温进场、分批分时段就餐，用餐时应错位间隔就座，具备条件的应当设立餐桌隔挡设施。全区聚集性和密闭空间文体娱乐场所暂停开放；全区学生儿童托管机构、线下教育培训机构暂停开放；全区将从严从紧管控大型会议、活动、论坛、培训、演出、展出、展销促销等聚集性活动，暂停举办大型聚集性活动，建议市民少出门、不串门、不扎堆、不聚集。同日，深圳市对医疗机构门急诊就诊人员核酸检测措施进行适度调整。各医疗机构继续做好就诊人员“四必查一询问”（查48小时核酸阴性检测结果或采样记录、体温、口罩、健康申报卡，询问流行病学史）；进入门诊就诊的患者需持有48小时核酸检测阴性结果，无48小时核酸检测阴性结果的，查看当天采样时间。到呼吸科、耳鼻喉科、口腔科、内镜室等科室就诊的患者，需同步核酸采样。急诊患者就诊时需同步核酸采样，急救患者先抢救后采样。同日，仙湖植物园有序恢复开放，入场需出示绿色健康码、行程码（14天内未到访过中高风险地区）及48小时内核酸检测报告。
1月20日起，龙岗区除宝龙、布吉、坂田、吉华街道外，罗湖区除莲塘、清水河、翠竹、笋岗街道外其他区域的聚集性和密闭空间文体娱乐场所有序开放。
1月24日起，坪山区除坑梓街道外的其他区域的聚集性和密闭空间文体娱乐场所有序开放。

#### 学校教育
1月7日，深圳全市所有校外教育培训机构（学科类及非学科类）暂停任何形式的线下培训服务。15日，深圳市教育局副局长邱成瑜在深圳疫情防控新闻发布会上表示，‍‍本轮疫情没有涉及在校师生，全市高校、‍‍义务教育阶段学校和幼儿园已经进入寒假，高中阶段学校也将于1月23日前‍‍放假完毕。位于罗湖、龙岗区的‍‍中小学教师资格考试面试和全国高等教育自学考试推迟。

#### 交通应对
1月7日，深圳市发布通告，广大市民群众非必要不离深、不出省，自1月8日起离深人员须持有48小时内核酸检测阴性证明。1月26日起，深圳市全域均为低风险地区，不再执行“持48小时核酸阴性证明离深”管控措施。
公共交通方面，深圳地铁2号线莲塘口岸站、仙湖路站、莲塘站自1月7日起暂停运营服务；1月11日，3号线草埔站暂停运营服务。深圳市对跨市公交线路临时调整，临时停运6条跨市公交线路，其余跨市公交线路取消停靠东莞、惠州境内站点。莲塘片区公交线路也因此停运，直至1月17日恢复运营。1月21日起，莲塘口岸站、仙湖路站、莲塘站恢复运营。26日起，草埔站恢复正常运营。
水路客运方面，从深圳出发的海上涉客航线仅有3条航线正常运营，其余航线均处于停航状态，包括前往广东中山、珠海横琴、澳门，以及所有的海上旅游航线。蛇口邮轮母港仅剩两条航线在运行，分别前往香港和珠海九洲港，上座率不能超过50%。1月26日起，深圳蛇口至澳门航线恢复运营。
公路客运方面，1月9日起深圳市各汽车站暂停营业。而后随着疫情受控，1月17日起，深圳市除罗湖区、龙岗区、坪山区所属汽车客运站外，其余汽车客运站复班营业；1月21日起，除布吉汽车站外的其余汽车客运站复班营业。

### 中国内地其他城市
自本轮疫情发生以来，中国大陆多地要求对有深圳旅居史的人员第一时间向所在居委（村委）、工作单位或所住酒店报备，并配合做好核酸检测、医学隔离等健康管理工作。

### 香港特别行政区
由于本轮疫情发生时正值香港第五轮疫情，不少香港居民回鄉度歲的需求增加，而預約深圳地區指定酒店配額的「健康驛站」連日爆滿，且數量減少至每天600個房間。深圳12345市民服务热线回应称，因深圳本土疫情影響，目的地隔離酒店房間趨於緊張。

### 澳门特别行政区
1月7日，澳门特区政府新型冠状病毒感染应变协调中心宣布，自2022年1月7日晚上9时起，所有曾经到过深圳市龙岗区布吉街道的入境人士，须按照卫生当局的要求在指定地点接受医学观察至离开当地后14天但最短不少于7天。
1月14日，澳门新型冠状病毒感染应变协调中心表示，自当日起，14天内曾经到过深圳市的入境人士，经专道入境后须到口岸的临时核检站采样后才能离开。
1月27日，澳门新型冠状病毒感染应变协调中心宣布，自2022年1月27日起，取消曾经到过深圳市龙岗区吉华街道及宝龙街道、罗湖区清水河街道及翠竹街道的人士须按照卫生当局的要求在指定地点接受医学观察或健康码变为黄码及须接受自我健康管理的措施。

## 轶事
在本轮疫情发生后，深圳市卫生健康委员会官方微信公众号的回复引发网民关注。1月8日，一网民“Prnliy”在深圳卫健委微信公众号文章评论区留言反映称，她于7日晚上9点在龙华中心医院核酸检测，因其本人为孕妇，需要核酸证明才能入院，但核酸检测未出结果，要求卫健委优先安排。深圳卫健委不久后回复该网民“电话发我”。而另一位女士在深圳卫健委的微信文章下留言，称她的三只宠物猫被困在封控办公楼内，五分钟后深圳卫健委回复网民“电话多少”，次日上午，深圳卫健委指派的消杀人员上门，为三只猫续上了充足的粮食。一些观点认为，深圳卫健委的回应“充满了人气”，“践行了坚持人民至上的疫情防控理念”。深圳中观研究院院长薛占栋表示，此行为体现了一座城市热心解决民之所忧的温度。
另外，网民Sally将香港歌手林忆莲歌曲《至少还有你》进行改编，并以《你怕来布吉》为标题，以期望市民能够回归正常生活。而演员袁詠儀于疫情期间，在深圳南山区一核酸检测点做防疫义工，网民评论其“全程素颜投入工作，和善亲民”，并登上了微博热搜榜。

## 争议

### 收取境外包裹后健康码变色
本轮疫情期间，深圳多名市民反映，自己收到境外快递包裹后，健康码出现变为黄码的情况。对此，深圳市12345热线客服回应称，当地居民接触到境外快递，需48小时内进行核酸检测，在7天内完成2次核酸检测，若结果为阴性，健康码会恢复绿色。